# Heinrich Kliewe
Heinrich Franz Kliewe (* 7. September 1892 in Beckum; † 28. Dezember 1969 in Mainz) war ein deutscher Bakteriologe, Hygieniker und Hochschullehrer, der Experte für biologische Kriegsführung war.

## Leben
Heinrich Kliewe war Sohn des Kaufmanns Heinrich Kliewe und dessen Ehefrau Ida, geborene Hunke. Nach der Reifeprüfung studierte er von 1911 bis 1922 Medizin, Naturwissenschaften und Philosophie an den Universitäten Wien, Münster, Heidelberg, München und Gießen; unterbrochen aufgrund Kriegsdienstes während des Ersten Weltkrieges. Seit 1919 war er Mitglied der katholischen Studentenverbindung KDStV Sauerlandia Münster. Kliewe wurde nach Studienabschluss 1922 approbiert und 1923 in Gießen zum Dr. med. promoviert. Anschließend war er bis Anfang 1946 am Hygiene-Institut in Gießen beschäftigt. Er habilitierte sich 1926 für Hygiene und Bakteriologie an der Universität Heidelberg. Danach wurde er Vorstand des Hessischen Untersuchungsamtes für Infektionskrankheiten in Gießen und wurde zum Medizinalrat und später zum Obermedizinalrat befördert. Ab 1928 führte er als Privatdozent Lehraufträge an der Universität Gießen durch, wo er 1931 zum außerordentlichen Professor ernannt wurde. Nach der Emeritierung von Philalethes Kuhn war er kurzzeitig Leiter des Gießener Hygiene-Instituts. 1939 wurde er in Gießen zum außerplanmäßigen Professor ernannt.
Nach der Machtübernahme der Nationalsozialisten trat er zum 1. April 1933 in die NSDAP ein (Mitgliedsnummer 1.662.635). Des Weiteren gehörte er ab 1933 der SA an, bei der er bis zum Sturmbannführer aufstieg und war auch Mitglied im NS-Dozentenbund.
Nach Beginn des Zweiten Weltkrieges wurde Kliewe zur Wehrmacht einberufen, jedoch als wehrdienstuntauglich eingestuft. Anschließend wechselte er zur Militärärztlichen Akademie nach Berlin, wo er zunächst am dortigen Hygiene-Institut beschäftigt war. Kurz darauf wurden ihm Tätigkeiten an den Hygiene-Instituten in Danzig sowie im deutsch besetzten Polen (Krakau und Warschau) zugewiesen. In Warschau war Kliewe am staatlichen Hygiene-Institut damit beauftragt, „polnische und jüdische B-Waffensabotage zu untersuchen“. Als nach dem Westfeldzug im deutsch besetzten Paris ein Forschungslabor für biologische Kriegsführung entdeckt worden war, erhielt Kliewe den Auftrag, diese Institution zu untersuchen. Er fand heraus, dass dort vor allem zur Ausbreitung von tierischen Krankheitserregern geforscht worden war. Mitte Januar 1941 wurde er an die Militärärztliche Akademie nach Berlin kommandiert zur „Bearbeitung aller Fragen des biologischen Krieges“. Zudem wurde er als Referent der Heeressanitätsinspektion tätig und leitete das Referat VIIc (Sonderfragen) der Gasschutzabteilung (Wa Prüf 9) des Heereswaffenamtes. Zunächst hatte er den Dienstgrad Oberkriegsarzt und später Oberstabsarzt inne. Am Hygienisch-bakteriologischen Institut der Militärärztlichen Akademie leitete er die Abteilung Kliewe, die jedoch über wenig Personal verfügte und ungenügend ausgestattet war. Er untersuchte im Schwerpunkt „die synergistische Wirkung von chemischen Kampfmitteln und Milzbrandbakterien“. Des Weiteren ersann er u. a. die Ideen, Bomben mit Anthrax-Sporen zu kontaminieren oder diese von Flugzeugen aus zu versprühen, pestinfizierte Ratten aus Flugzeugen abzuwerfen und Krankheitserreger in Wasserspeichern auszubringen. Im Mai/Juni 1942 erhielt Kliewe die Information, „dass der Führer neuerdings entschieden habe, der Einsatz von Bakterien sei nicht beabsichtigt“. In Kooperation mit der Luftwaffe führte Kliewe im Juli 1942 erste Feldversuche zu Schutzverfahren gegen Biowaffen im Munsterlager durch. Er forschte weiter zum Einsatz biologischer Kampfstoffe zur Sabotage für den Fall, dass Hitler seine Meinung zur biologischen Kriegsführung ändern würde. Ab März 1943 gehörte er der neu gegründeten Arbeitsgemeinschaft Blitzableiter zur Abwehr von Biowaffen an. Kliewe wurde 1944 in den Wissenschaftlichen Beirat des Bevollmächtigten für das Gesundheitswesen Karl Brandt berufen.
Nach Kriegsende verfasste Kliewe eine Eidesstattliche Erklärung für den im Nürnberger Ärzteprozess angeklagten Kurt Blome. Kliewe folgte 1946 einem Ruf an die Universität Mainz, wo er als ordentlicher Professor für Hygiene und Bakteriologie und Direktor des dortigen Hygiene-Instituts wirkte. 1960 wurde er emeritiert. Ihm wurde 1960 das  Große Bundesverdienstkreuz verliehen. Seit März 1925 war er mit Anneliese, geborene Arnold, verheiratet. Das Paar bekam vier Töchter.

## Schriften (Auswahl)
- Zur Bacteriologie der entzündlichen Veränderungen der Gallenwege, insbes. d. Cholecystitis, Gießen 1922, Aus: Zeitschrift f. Hygiene u. Infektionskrankh. Bd. 96 (zugleich Universität Giessen, Med. Dissertation, 1923)
- Die Infektionskrankheiten, ihre mikrobiol. Diagnostik u. Therapie, sowie Massnahmen zu ihrer Verhütg : Ein kurz gefasster Leitf. f. Studierende u. prakt. Ärzte, J. F. Lehmanns Verlag, München 1926 (zusammen mit Otto Huntemüller)
- Leitfaden der Entseuchung und Entwesung, Enke, Stuttgart 1937 (1943 und 1951 überarbeitete Neuauflagen)
- Über die entwicklungshemmende und keimtötende Wirkung gerbstoffhaltiger Drogen, H. Weiß, Berlin 1939 (zusammen mit Hans Joachim Hillenbrand)
- Wein und Gesundheit : Eine ärztl. u. volkstüml. Studie, Meininger, Neustadt/Weinstr. 1962 (1965, 1969 und 1981 erneut aufgelegt)
- Lehrbuch Biologische Kampfmittel: (Einsatz- u. Schutzmöglichkeiten),  Bundesluftschutzverband, Köln 1963 (zusammen mit Joachim Albrecht)